# Faizal Roslan
Faizal Roslan (* 30. Mai 1995 in Singapur), mit vollständigen Namen Mohammed Faizal bin Roslan, ist ein singapurischer Fußballspieler.

## Karriere
Faizal Roslan erlernte das Fußballspielen in den Jugendmannschaften des Warriors FC und den Singapore Cubs. 2015 stand er bei den Tampines Rovers unter Vertrag. Der Verein spielte in der ersten singapurischen Liga, der S. League. Im ersten Profijahr wurde er am Ende der Saison Vizemeister. Anfang 2016 wechselte er zum Ligakonkurrenten Young Lions. Die Young Lions sind eine U23-Mannschaft, die 2002 gegründet wurde. In der Elf spielen U23-Nationalspieler und auch Perspektivspieler. Ihnen soll die Möglichkeit gegeben werden, Spielpraxis in der ersten Liga, der S. League, zu sammeln. Für die Lions spielte er 22-mal in der ersten Liga. Der Erstligist Home United nahm ihn ab Anfang 2018 unter Vertrag. 2018 wurde er mit Home Vizemeister. Den Singapore Community Shield gewann er 2019. Im Spiel gegen Albirex Niigata (Singapur) gewann man im Elfmeterschießen. Im Februar 2020 wurde der Verein von Home United in Lion City Sailors umbenannt. Im Januar 2021 wechselte er auf Leihbasis zum Ligakonkurrenten Geylang International. Für Geylang bestritt er 15 Erstligaspiele. Nach der Ausleihe wurde er im Januar 2022 von Geylang fest unter Vertrag genommen. Hier stand er eine Spielzeit unter Vertrag und bestritt 26 Erstligaspiele. Zu Beginn der Saison 2023 wechselte er zum ebenfalls in der ersten Liga spielenden Tanjong Pagar United.

## Erfolge
Tampines Rovers
- S. League

Vizemeister: 2015
Home United (Seit 2020: Lion City Sailors)
- Singapore Premier League

Vizemeister: 2018
- Singapore Community Shield: 2019